# Adolphe Régnier
Jacques Auguste Adolphe Régnier, född 7 juli 1804 i Mainz, död 20 oktober 1884 i Fontainebleau, var en fransk filolog.
Régnier var lärjunge till Eugène Burnouf och var efter dennes fader Jean-Louis Burnouf 1838 professor i latinsk vältalighet vid Collège de France. Han blev 1843 lärare för greven av Paris och följde denne i landsflykten 1848. Han blev 1855 ledamot av Franska institutet. Régnier vann stort anseende genom arbeten på skilda områden, bland annat Grammaire allemande (1830; 10:e upplagan 1857), Dictionnaire allemande (2 band 1841), Racines grecques (1841), Études sur l’idiome des Védas (1855), en utgåva (i 3 band, 1856–1859) av den till Rigveda hörande Prātiçākya (metrik), utgåvor av åtskilliga latinska och grekiska författare samt en översättning av Schillers samlade skrifter (8 band, 1860–1862). Régnier utgav även madame de Sévignés och Molières arbeten samt ledde utgivningen av Grands écrivains de la France (omkring 60 band), vilket belönades med pris av Franska akademien.